# 天外君の華麗なる悩み
『天外君の華麗なる悩み』（てんがいくんのかれいなるなやみ）は、真倉翔による日本の漫画作品。『週刊少年ジャンプ』（集英社）に1991年41号から1992年6号まで連載された。全2巻。硬派を目指しながらも自身の体質が原因で女性にもてる高校生を主人公としており、それらのギャップを利用したギャグが主な内容となっている。

## あらすじ
硬派を名乗る鬼相天外には、一つの悩みがあった。それは、ほかの人よりフェロモンが多く分泌されてしまうために、本人は女性アレルギーにもかかわらず女性が次々と寄ってくることである。しかし、そんな彼は根っからの正義漢であり、曲がった事は一切許さない。そのため、たとえ女性恐怖症であっても、助けを求める女性の声があれば構わず窮地に飛び込んでいき、そのためさらに女性からもててしまう。

## 登場人物
鬼相 天外（きそう てんがい）
本作品の主人公で、熱血硬派を目指している高校生。応援団に所属し、がっちりとした体格をしており、角刈りで髭を生やし、サングラスをかけている。他人よりフェロモンの分泌量が多いため、とにかく女性が一目ぼれして彼の周りに寄ってくる。しかし本人は大の女性アレルギーなため、女性にモテることや第三者から軟派野郎と揶揄されることに悩んでいる。喧嘩はとても強く、大型トラックの突進を受け止めるほどの怪力を誇る。正義感が強く、曲がったことが嫌いである。高倉健を慕っており、唐獅子の入れ墨を彫ろうとしたことがあった。
鬼相 さつき（きそう さつき）
天外の従姉で高校教師をしている。天外からは「姉さん」と呼ばれている。血縁者であるために天外のフェロモンに免疫を持つが、それでも時折効いてしまうことがある。現実的なところがあり、見合い写真を容姿ではなく相手の年収で選んだりすることがあった。天外が女性にもてることに関しては、彼の正義漢ぶりが異性を惹きつけていると思っている。
破茶目 茶子（はちゃ めちゃこ）
本作品のヒロイン。金髪でかなり男勝りな性格をしている。一人称は「俺」。実は財閥の令嬢であるが、弟が生まれるまでは男として育てられてきた。このため、当初は天外のフェロモンが効かなかった。しかし天外の正義感あふれる言動に対して、徐々に心を傾けるようになる。
井岡（いおか）
ボクシング部の二枚目で、ファンも多い。だが、昨日まで付き合っていた女性をもっと美人がいるという理由で振ってしまったりなど、性格の方に問題がある。天外に決闘で敗れ、復讐を企だて、女装して天外に近づこうとするが、天外のフェロモンが効いてしまい、嫌っていたはずの天外に惚れ込み自滅した。

## 書誌情報
1. 第1巻　ISBN 4-0887-1031-2 / ISBN 978-4-0887-1031-0
2. 第2巻　ISBN 4-0887-1032-0 / ISBN 978-4-0887-1032-7